# جوليو ليبوناتي
جوليو ليبوناتي (بالإسبانية: Julio Libonatti)‏ (5 يوليو 1901 - 9 أكتوبر 1981) لاعب ومدرب كرة القدم سابق لعب مهاجماً للمنتخب الأرجنتين الوطني ومن ثم مثل منتخب إيطاليا الوطني.
ولد جوليو في وُلد في روزاريو ، الأرجنتين في عائلة كالابريا،
بدأ حياته المهنية مع نادي نيويلز أولد بويز في عام 1917. في عام 1925 أصبح أول انتقال مسجل عبر المحيط الأطلسي، عندما انتقل إلى نادي تورينو الإيطالي. محرزاً 150 هدفا مع تورينو، هو ثاني أكثر هداف في تاريخ نادي تورينو بعد باولو بوليتشي بإحرازه (172)هدفاً . فاز في درع سكوديتو مع نادي تورينو في موسم 1926-27 وموسم 1927-28 ، على الرغم من إلغاء أول لقب في وقت لاحق، كما مثلت من حياته المهنية نادي جنوة وريميني.
على الصعيد الدولي، فاز ليوناتي ببطولة كأس أمريكا الجنوبية 1921 مع منتخب الأرجنتين. وفي وقت لاحق مثل إيطاليا وفاز بكأس أوروبا الوسطى الدولية 1927-30.

## روابط خارجية
- international records at مؤسسة إحصاءات وثيقة لرياضة كرة القدم
- Futbol Factory profile (بالإسبانية) على موقع واي باك مشين (نسخة محفوظة 2007-10-20)